# 佐藤賢太郎
佐藤 賢太郎（さとう けんたろう、1981年5月12日 - ）は、日本の作曲家、編曲家、作詞家、指揮者。静岡県浜松市出身。米国留学経験があり、日本語と英語を話すバイリンガル。オーケストラ曲・合唱曲で有名。ニックネームがKen-P（ケンピー）のため、海外作品・コンサートのクレジットにKentaro Sato (Ken-P)のほか、Ken-P、Ken-P Satoと記載されることもある。

## 略歴
静岡県浜松市舘山寺町生まれ。静岡県立浜松西高等学校卒業後渡米。サンタモニカ・カレッジ音楽科および映画科卒業。カリフォルニア州立大学ノースリッジ校音楽学部メディア音楽作曲科卒業および修士課程・合唱指揮科修了。
ロサンゼルス・ハリウッドにて映画・テレビ・ゲームの劇伴およびコンサート用のオーケストラと合唱音楽の作編曲家として活動を始め、2005年から2012年にはトーランス管弦楽団の楽団作曲家および副指揮者をつとめる。2008年より居住地を日本に移し、国内/海外、劇伴/クラシック/ポピュラー、制作活動/指揮活動/教育活動と地域やジャンルを越えて幅広く活動している。

## 作風
ハリウッドで学んだ劇判作編曲家としての輝かしいオーケストラの音と、柔らかく色彩豊かな響きの中にも流れをもった合唱曲が特徴。米国留学時代から特に合唱曲は宗教曲・世俗曲を問わず米国合唱指揮者協会（ACDA)をはじめ南北アメリカ・ヨーロッパ・東南アジア地域の教会・合唱関係者から高く評価される。海外作曲賞の受賞やバチカンでのミサ曲初演といった日本国外での活躍が知られるにつれ、日本には逆輸入の形で日本合唱指揮者協会（JCDA）等でも現代の作曲家として紹介されるようになり、2012年第27回、2016年第31回の国民文化祭合唱部門の委嘱新曲の作詞曲・指揮やNHK全国学校音楽コンクールの課題曲やスペシャルステージの編曲を担当する。商用作品では特にELDEN RINGやファイナルファンタジー関連作品といったゲーム音楽のオーケストラ・合唱作品で有名。

## トリビア
- 高校在学時から脚本を書き、映画タイタニックのSFXを担当したデジタル・ドメイン社の創始者スコット・ロスに米国留学を進められる。そのため、留学当初は映画学科で学び学位も授与されている。それらの経験は日本語、英語、ラテン語など様々な言語での作詞に生かされている[2]。
- 大学の学士課程終了時に、音楽学部より2004-2005年度の最優秀学士卒業生として表彰される。
- 小学校2年生の時よりコンピュータによる音楽製作をはじめ、Vienna Symphonic Libraryなど大容量サンプルライブラリーの製作やFinale等の音楽ソフトの製作にも携わる。
- より実践的な劇伴作曲やオーケストレーション、レコーディング技術などは、新シーズンのために毎週ロサンゼルスの20世紀フォックス、ソニー・ピクチャーズ エンタテインメント、ワーナー・ブラザースのスタジオで行われる犯罪捜査官ネイビーファイルやザ・シンプソンズなどの劇半のオーケストラレコーディング現場から学ぶ。
- ディシディア ファイナルファンタジー (アーケードゲーム)においては英国アビー・ロード・スタジオにて、ロンドン交響楽団(LSO)を指揮し録音を行う[3]。

## 音楽作品一覧

### 主要な商用音楽クレジット[4]
- 映画 クリスマス・プリンス: ロイヤル・ウェディング（音楽提供）
- 映画 クリスマス・プリンス（音楽提供）
- 映画 バーフバリ 王の凱旋（一部作曲、オーケストラ編曲）
- 映画 プライド（主題歌編曲）
- 映画 ハイキック・ガール!（主題歌編曲）
- TV en:A Christmas Prince: The Royal Wedding（音楽提供）
- TV The Bill Cunningham Show（音楽提供）
- TV ドクター・オズ・ショー（音楽提供）
- TV Judge Judy（音楽提供）
- TV Primer Impacto（音楽提供）
- TV El Gordo y la Flaca（音楽提供）
- TV Brennpunkt（音楽提供）
- TV 師奶MADAM（音楽提供）
- TV Alt for Norge（音楽提供）
- TV 大藥坊（音楽提供）
- TV 我們的天空（音楽提供）
- TV POLICAJTI Z CENTRA（音楽提供）
- TV Rodinné prípady（音楽提供）
- TV Sommer i Sunny Beach（音楽提供）
- アニメ Like, Share, Die（音楽提供）
- ゲーム ELDEN RING (録音監督、オーケストラ編曲)
- ゲーム 鉄拳8 (オーケストラ編曲)
- ゲーム グランサガ (オーケストラ編曲)
- ゲーム Becoming Bytes (作曲)
- ゲーム 黒騎士と白の魔王 (オーケストラ編曲)
- ゲーム ディシディア ファイナルファンタジー (アーケードゲーム) (オーケストラ・合唱編曲、合唱曲作詞、オーケストラ指揮)
- ゲーム ファイナルファンタジー零式 (オーケストラ・合唱編曲、合唱曲作詞)
- ゲーム ファイナルファンタジーVI ピクセルリマスター版(ボーカル録音監督)
- ゲーム ファイナルファンタジー アギト (編曲、合唱曲作詞)
- ゲーム DISSIDIA 012 FINAL FANTASY ディシディア　デュオデシム ファイナルファンタジー (オーケストラ・合唱編曲、合唱曲作詞)
- ゲーム Medal of Honor, European Assault　メダル・オブ・オナー ヨーロッパ強襲 (オーケストラ編曲)
- ゲーム Ghost Recon, Advanced Warfighter ゴーストリコン アドバンスウォーファイター(オーケストラ編曲)
- ゲーム Ghost Recon, Advanced Warfighter 2 ゴーストリコン アドバンスウォーファイター2(オーケストラ編曲)
- ゲーム音楽CD 交響組曲「始まりの紋章」（幻想水滸伝IIより）（指揮、音楽監督） 演奏：ブダペスト交響楽団
- ゲーム音楽CD 交響組曲「忘れられない冒険へ」（グランディアより）（指揮、音楽監督） 演奏：ブダペスト交響楽団
- ゲーム音楽CD 交響組曲「私の心が宿る場所」（スターデューバレーより）（指揮、音楽監督） 演奏：ブダペスト交響楽団
- 音楽CD Magnifique 笹本玲奈（編曲）
- 音楽CD Future ステファニー (1987年生の歌手)（編曲） 7thシングル　エスエムイーレコーズ
- 音楽CD Pride〜A Part of Me〜 (Sweet & Mellow ver.)ステファニー (1987年生の歌手) （編曲） 7thシングル　エスエムイーレコーズ
- 音楽CD deep forest 矢住夏菜　Nintendo DSゲームアヴァロンコード主題歌　（編曲）　マトリックス
- 音楽CD Truth (Orchestral ver.) ステファニー (1987年生の歌手)　(編曲) 5thシングル「Changin'」内　エスエムイーレコーズ
- 音楽CD Wonderful World イズラエル・カマカヴィヴォオレ （編曲）

### 主要なディスコグラフィー
- 「佐藤賢太郎：日本語混声合唱作品集 Vol. 1」 演奏：コーラス・セントラル (CLASSICAL NOVA): 2019
- 「佐藤賢太郎：日本語混声合唱作品集 Vol. 2」 演奏：コーラス・セントラル (CLASSICAL NOVA): 2019
- 「佐藤賢太郎：ラテン語混声合唱作品集 Vol. 1」 演奏：ハンガリー国立放送合唱団、ブダペスト交響楽団  (CLASSICAL NOVA): 2022
- 「佐藤賢太郎：吹奏楽作品集 Vol. 1 交響組曲『ピーターパン』通常編成版」 演奏：フィルハーモニックウインズ浜松 (CLASSICAL NOVA): 2021
- 「佐藤賢太郎：吹奏楽作品集 Vol. 2 交響組曲『ピーターパン』小編成版」 演奏：フィルハーモニックウインズ浜松 (CLASSICAL NOVA): 2021
- 「Kantika Sakra」 演奏：Kantika Korala (NB Musica): 2010
- 「Film Design Box 4, Symphonic Tale of Peter Pan"」 演奏：FILMharmonic Orchestra (Fontana Music Library): 2008
- 「交響組曲『始まりの紋章』（幻想水滸伝IIより）」 演奏：ブダペスト交響楽団 (CLASSICAL NOVA): 2019
- 「交響組曲『忘れられない冒険へ』（グランディアより）」 演奏：ブダペスト交響楽団 (CLASSICAL NOVA): 2020
- 「交響組曲『私の心が宿る場所』（スターデューバレーより）」 演奏：ブダペスト交響楽団 (CLASSICAL NOVA): 2020

### オーケストラ
- 交響組曲「ピーターパン」 Symphonic Tale: Peter Pan（全１２楽章）
- Wings of Dreams
- The Wind of Grassland
- Christmas Overture
- Redlands Overture
- Star Ocean Overture
- Freedom Overture
- A Gift from the Ocean
- Going Home with You
- The Great Voyages of Captain Little

### 吹奏楽
- 交響組曲「ピーターパン」（吹奏楽版） Symphonic Tale: Peter Pan for Concert Band（全１２楽章）

### 合唱
- 合唱組曲「Missa pro Pace (Mass for Peace)」 -混声 無伴奏 ラテン語-
  - 1. Kyrie（ACDA Raymond W Brock作曲賞受賞作品）
  - 2. Gloria
  - 3. Sanctus
  - 4. Agnus Dei
- 合唱組曲「Phoenix (フェニックス)」 -混声または男声 オーケストラ版・オルガン版・ピアノ版 ラテン語-
  - 1. Locus Felix (幸せの地)
  - 2. Avis Phoenix (彼の鳥はフェニックス)
  - 3. Mors et Resurrectio Phoenicis (フェニックスの死と復活)
  - 4. Carmen Phoenici (フェニックスへの歌)
- 合唱組曲「Requiem Pacis (平和のレクイエム)」 -混声 ソプラノ独唱 オーケストラ ラテン語-
  - 1. Requiem Aeternam
  - 2. Sanctus
  - 3. Agnus Dei
  - 4. Subvenite
  - 5. In Paradisum
- 合唱組曲「Te Deum」 -混声 オルガン又はピアノ伴奏 打楽器 ラテン語-
  - 1. Te Deum Laudamus
  - 2. Te Gloriosus
  - 3. Tu Rex Gloriae
  - 4. Te Ergo Quaesmus
  - 5. Salvum Fac
- 合唱組曲「Veni Sancte Spiritus」 -女声　オーケストラ版/オルガン版/ピアノ版 ラテン語-
  - 1. Veni et Emite
  - 2. Consolator Optime
  - 3. O Lux Beatissima（この楽章は無伴奏）
  - 4. Da Tuis Fidelibus
- 合唱組曲「Missa Trinitas」 -女声 無伴奏 ラテン語-
  - 1. Kyrie
  - 2. Gloria
  - 3. Sanctus
  - 4. Benedictus
  - 5. Agnus Dei
- 合唱組曲「Cantata Amoris (Cantata of Love)」 -混声 無伴奏 ラテン語-
  - 1. Sectamini Caritatem
  - 2. Diligamus Invicem
  - 3. Nihil Sum
  - 4. Deus Caritas Est
- 合唱組曲「Arbor Mundi (世界樹)」 -混声または男声 無伴奏 ラテン語-
  - 1. Expergisci (目覚め)
  - 2. Strepitus Candidi (白いざわめき)
  - 3. Hasta Fulminea (光の槍)
  - 4. Carmen Imbris (雨の歌)
  - 5. Sensus (思い)
  - 6. Carmen Arboris Mundi (世界樹の歌)
- 合唱組曲「Fabulae Persei (ペルセウス物語)」 -混声または男声 オルガン又はピアノ伴奏　打楽器　ナレーション ラテン語-
  - 1. Perseus Iuvenis (若きペルセウス)
  - 2. Eius Die Natali (誕生日に)
  - 3. Typhon (テュポーン)
  - 4. Imprecatio (呪い)
  - 5. Epistula Andromedae (アンドロメダの手紙)
  - 6. Arma Deorum (神々の武具)
  - 7. Medusa (メドゥーサ)
  - 8. Pegasus, Equus Ales (天馬ペガサス)
  - 9. Proelium cum Typhone (テュポーンとの戦い)
  - 10. Perseus Heros (英雄ペルセウス)
- 合唱組曲「Laetentur Caeli (Let the Heavens be Glad)」 -混声 オルガン、ピアノまたは弦楽伴奏 ラテン語-
  - 1. Laetitia
  - 2. Misericordia
  - 3. Iustitia
- 合唱組曲「Three Love Song set」 -混声 無伴奏 英語-
  - 1. Love in the Sky
  - 2. Love in Bloom
  - 3. Love on Fire
- 合唱組曲「In Laude Iesu」 -混声 無伴奏 ラテン語-
  - 1. Ne Timeas, Maria
  - 2. Lux Fulgebit
  - 3. Ave Verum Corpus
  - 4. O Filii et Filiae
- 合唱組曲「Ireland, a little bit of Heaven」 -混声 無伴奏 英語-
  - 1. An Irish Lullaby
  - 2. Who Threw the Overalls in Mistress Murphy's Chowder
  - 3. The Kerry Dance
  - 4. Danny Boy
- 合唱組曲「歌声は変わらず」 -混声 ピアノ伴奏 日本語-（第31回国民文化祭・あいち2016委嘱作品）
  - 1. 歌が聞こえる
  - 2. あの頃
  - 3. 今日もどこかで
- 合唱組曲「憧れと共に」 -男声または混声 ピアノ伴奏 日本語-
  - 1. 歌に憧れて
  - 2. 音楽になって
  - 3. 覚悟
  - 4. 僕が歌う理由<わけ>
  - 5. 僕の歌が続く理由<わけ>
- 合唱組曲「季節のしおり」 -混声 無伴奏 日本語-
  - 1. 春の足音(Spring's Footsteps)
  - 2. 夏の絵具(Summer's Paints)
  - 3. 秋の影絵(Autumn's Shadow Pictures)
  - 4. 冬の息吹(Winter's Breath)
- 合唱組曲「ウミガメの唄」 -児童＆混声 ピアノ伴奏 日本語-
  - 1. 白い希望(White Hopes)
  - 2. 夜空のつぶやき(Whispers of the Night Sky)
  - 3. 月夜の旅立ち(Departure in the Moonlit Night)
  - 4. 白い奇跡(White Miracle)
- 合唱組曲「文学へ」 -女声（同声）または混声 ピアノ伴奏 日本語　ナレーション-
  - 1. 朝の藤棚
  - 2. ぼうず
  - 3. 旅に
  - 4. 君が見た空
- 合唱組曲「はじまりは、いつも」-同声（女声） ピアノ伴奏 日本語-
  - 1. 空のスタートライン
  - 2. また、あした
  - 3. できた！
- 合唱組曲「心の海へ」-同声（女声） ピアノ伴奏 日本語-
  - 1. 青空のクジラ
  - 2. 夢見るクラゲ
  - 3. 勇気の風を
- 合唱組曲「時をこえる想いに」-同声（女声） ピアノ伴奏 日本語-
  - 1. 流れ星のメッセージ
  - 2. 心のタイムマシーン
- 合唱組曲「色づいた世界」-同声（女声） ピアノ伴奏 日本語-
  - 1. 朝の心
  - 2. 朝の画用紙
  - 3. 夜の心
  - 4. 真夜中の道具箱
  - 5. 心の時計
- 合唱組曲「僕の記憶のどこかに」　-混声・同声（女声） ピアノ伴奏 日本語-
  - 1. 春の小川
  - 2. われは海の子
  - 3. 虫の声
  - 4. 雪の思い出
- 合唱組曲「夜空の記憶のどこかに」　-混声・同声（女声）・男声 ピアノ伴奏 日本語-
  - 1. 星は何を
  - 2. 七夕の想い
  - 3. 花火と月と
  - 4. 朧月夜の涙
- 合唱組曲「あの子の記憶のどこかに」　-混声・同声（女声）・男声 ピアノ伴奏 日本語-
  - 1. あの音
  - 2. 村のかじ屋
  - 3. あの曲
  - 4. 村祭
  - 5. この道、故郷へ
- Stabat Mater Dolorosa -混声 無伴奏 ラテン語-（岩手県・一関市民合唱団、創立50周年記念定期演奏会委嘱合唱曲）
- Ave Maria in C -混声 無伴奏 ラテン語-
- Ave Maria in F-女声 ピアノ伴奏 ラテン語-
- Ave Regina Caerolum -女声 ピアノ伴奏 ラテン語-
- Ave Maris Stella -混声 無伴奏 ラテン語-
- Carmen Laetitiae （喜びの歌） -女声　無伴奏　ラテン語-
- O Sacrum Convivium -混声　無伴奏　ラテン語-
- Nascatur Pax (Let Peace be Born) -混声 無伴奏 ラテン語-
- Ortus Carminis (歌の誕生) -混声 無伴奏又はピアノ伴奏 ラテン語-
- How Do I Love You? -混声 無伴奏 英語-（Theodore Presser Company合唱作曲コンクール大賞受賞作品）
- 'Tween Dusk and Dreams -混声 無伴奏 英語-
- Newborn Joy (Angels We Have Heard on High) -混声 ピアノ伴奏 英語-
- Sweet Days -混声または男声 無伴奏 英語-
- Little Star of Bethlehem -混声 無伴奏 英語-
- Then Christmas Comes -男声 無伴奏 英語-
- Whispered Secrets -混声 ピアノ伴奏 英語-
- Innocence -混声 ピアノ伴奏 英語-
- Fanfare for Tomorrow -混声 金管アンサンブル 打楽器 英語-
- Love's Philosophy -混声 ピアノ伴奏 英語-
- Prends Cette Rose (Receive This Rose) -混声 ピアノ伴奏 フランス語-
- 若葉の想い -混声・女声 無伴奏またはピアノ伴奏 日本語-
- 風の中に -混声・女声 無伴奏またはピアノ伴奏 日本語-
- 思い出をひらいて -児童＆混声 ピアノ伴奏 日本語-　（第27回国民文化祭・とくしま2012委嘱作品）
- かさなる声に -混声・女声・男声 無伴奏またはピアノ伴奏 日本語-
- コーラス！-混声 無伴奏 日本語-
- いま -混声 ピアノ伴奏 日本語-
- 笑顔の魔法 -混声 無伴奏またはピアノ伴奏 日本語-
- つながり -同声・女声・男声・混声 無伴奏またはピアノ伴奏 日本語-　（第35回全国高等学校総合文化祭・ふくしま総文2011）
- 前へ -同声・女声・男声・混声 無伴奏またはピアノ伴奏 日本語-　（歌おうNIPPONプロジェクト委嘱作品）
- Forever Forward（「前へ」の英語詞版） -混声 無伴奏 英語-
- 天辺への道（The Road) -混声　無伴奏 日本語-
- 西条酒造り歌今様 -混声　無伴奏またはピアノ伴奏 日本語-
- O Christmas Tree -男声 無伴奏 英語-
- Silent Noon -混声 ピアノ伴奏 英語- 作曲・R. Vaughn-Williams 合唱編曲・佐藤賢太郎
- んばば・ラブソング -同声 ピアノ伴奏 日本語- 合唱編曲・佐藤賢太郎（NHK学校音楽コンクール全国大会小学校の部委嘱編曲）
- 手のひらを太陽に -同声 ピアノ伴奏 日本語- 合唱編曲・佐藤賢太郎（NHK学校音楽コンクール全国大会小学校の部委嘱編曲）
- アンパンマンのマーチ -同声 ピアノ伴奏 日本語- 合唱編曲・佐藤賢太郎（NHK学校音楽コンクール全国大会小学校の部委嘱編曲）
- いのちのリレー -混声 ピアノ伴奏 日本語- 合唱編曲・佐藤賢太郎（NHK学校音楽コンクール全国大会高等学校の部委嘱編曲）
- 結 -ゆい- -混声・女性 ピアノ伴奏 日本語- 合唱編曲・佐藤賢太郎（第83回NHK学校音楽コンクール全国大会中学校の部課題曲）

### ミュージカル
- 合唱ミュージカル「テンコちゃんの卒業式」　脚本／作詞／作曲・佐藤賢太郎
- 子供ミュージカル「この星にうまれて」　脚本・那須田淳、作詞／作曲・佐藤賢太郎
- 子供ミュージカル「虹のかけ橋」　脚本・児玉道久、作詞／作曲・佐藤賢太郎
- 秘密の宝物　脚本・那須田淳、作詞／作曲・佐藤賢太郎